# Categoria grea (album)
Categoria grea este al șaselea album al trupei Paraziții, lansat la data de 5 iunie 2001, la casa de discuri Alpha Sound.

## Lista pieselor[3]
| Nr.             | Titlu                            | Autor(i)                    | Text               | Lungime |  |
| 1.              | „Intro” (Cu nea Gogu)            | Ombladon și Cheloo          | Ombladon și Cheloo | 0:33    |  |
| 2.              | „Am comis-o din nou”             | Ombladon și Cheloo          | Ombladon și Cheloo | 2:57    |  |
| 3.              | „Dac-aș fi președinte”           | Ombladon și Cheloo          | Ombladon și Cheloo | 3:11    |  |
| 4.              | „Acordeonu' la maxim”            | Ombladon și Cheloo          | Ombladon și Cheloo | 3:28    |  |
| 5.              | „Fără tine” (Feat. Bitză)        | Bitză, Ombladon și Cheloo   | Ombladon și Cheloo | 3:26    |  |
| 6.              | „Glume de C.C.T”                 | Ombladon și Cheloo          | Ombladon și Cheloo | 3:35    |  |
| 7.              | „Sub influență 2” (Feat. Raku)   | Raku, Ombladon și Cheloo    | Ombladon și Cheloo | 4:04    |  |
| 8.              | „Avort verbal”                   | Ombladon și Cheloo          | Ombladon și Cheloo | 2:54    |  |
| 9.              | „Categoria grea” (Feat. Aliosha) | Aliosha, Ombladon și Cheloo | Ombladon și Cheloo | 4:22    |  |
| 10.             | „Îmi pare rău”                   | Ombladon și Cheloo          | Ombladon și Cheloo | 3:44    |  |
| 11.             | „Caz penal”                      | Ombladon și Cheloo          | Ombladon și Cheloo | 3:23    |  |
| 12.             | „Bem”                            | Ombladon și Cheloo          | Ombladon și Cheloo | 3:13    |  |
| 13.             | „Motive '98”                     | Ombladon și Cheloo          | Ombladon și Cheloo | 3:09    |  |
| 14.             | „Instrumental”                   |                             |                    | 2:32    |  |
| Lungime totală: | Lungime totală:                  | Lungime totală:             | Lungime totală:    | 44:31   |  |